# سيغيت هيرماوان
سيغيت هيرماوان (بالإندونيسية: Sigit Hermawan)‏ (25 أكتوبر 1990 بسوميدانغ في إندونيسيا - ) هو لاعب كرة قدم إندونيسي في مركز الهجوم. لعب مع برسيب باندونغ وبرسيجا جاكارتا وPSGC Ciamis ‏.

## وصلات خارجية
- سيغيت هيرماوان على موقع قاعدة بيانات كرة القدم.إي يو (الإنجليزية)
- سيغيت هيرماوان على موقع Soccerway.com (الإنجليزية)